# Zjednoczenie Chrześcijańskich Rodzin
Zjednoczenie Chrześcijańskich Rodzin (ZChR) – polska prawicowa partia polityczna o charakterze narodowym i chrześcijańskim, która została zarejestrowana 2 lipca 2015. 

## Historia
Partia (nawiązująca nazwą do ZChN i LPR) została zgłoszona do ewidencji partii politycznych 2 lipca 2015 na wniosek Bogusława Rogalskiego, Piotra Szymanowicza i Pawła Kota i wpisana do niej 10 lipca 2015. Bogusław Rogalski (były eurodeputowany) został prezesem zarządu głównego partii.
W wyborach samorządowych w 2018 ugrupowanie wystawiło listy do sejmiku mazowieckiego we wszystkich okręgach, uzyskując 0,9% głosów (11. wynik wśród 14 komitetów). Ponadto dwie kandydatki komitetu ZChR bezskutecznie startowały do rady gminy Gietrzwałd.
W marcu 2019 ogłoszono wspólny start z list Ruchu Prawdziwa Europa kandydatów Prawicy Rzeczypospolitej i ZChR w wyborach do Parlamentu Europejskiego. Listy Ruchu PE zostały zarejestrowane w dwóch okręgach. Po decyzji Prawicy Rzeczypospolitej o starcie z list komitetu Kukiz’15, komitet Ruchu PE zrezygnował ze startu w wyborach.
13 sierpnia 2019 koordynator struktur ZChR Czesław Kwaśniak poinformował o starcie kandydatów partii w wyborach parlamentarnych w tym samym roku z list Konfederacji WiN (do federacyjnej partii ZChR nie przystąpiło). Czworo działaczy ZChR wystartowało do Sejmu – wszyscy znaleźli się w pierwszych trójkach list, a Czesław Kwaśniak był liderem listy w okręgu tarnowskim. Żaden z kandydatów partii nie uzyskał jednak mandatu. Czesław Kwaśniak opuścił potem ugrupowanie.
W wyborach prezydenckich w 2020 partia udzieliła poparcia Andrzejowi Dudzie, ubiegającemu się o reelekcję prezydentowi RP (apelując przy tym do innych prawicowych kandydatów o rezygnację ze startu).
Partia zgłosiła swój komitet przed wyborami parlamentarnymi w 2023 z zamiarem wystawiania kandydatów do Sejmu i Senatu. Ostatecznie wystawiła pięciu kandydatów do Senatu, w tym Bogusława Rogalskiego i nienależącego do ugrupowania Gabriela Janowskiego. Bogusław Rogalski zajął przedostatnie miejsce w okręgu, a pozostali kandydaci ostatnie miejsca.
W wyborach samorządowych w 2024 ZChR wystawiło kandydatów w wielu gminach i kilku powiatach (m.in. olsztyńskim i gołdapskim). Najwięcej kandydatów Zjednoczenia w tych wyborach znalazło się na listach Prawa i Sprawiedliwości. Mandat radnego powiatu gołdapskiego z listy lokalnego KWW Dialog i Szacunek zdobył Paweł Czyż, ówczesny rzecznik prasowy (a następnie wiceprezes) ZChR oraz radny gminy Banie Mazurskie w latach 2023–2024.
W wyborach do Parlamentu Europejskiego w tym samym roku ZChR zarekomendowało oddanie głosu na kandydata PiS Macieja Wąsika (Warmia, Mazury, Podlasie) oraz kandydata Konfederacji WiN Andrzeja Słodyczkę z Konfederacji Korony Polskiej (Podkarpacie).

## Program
Statut partii wymienia jako cele ZChR:
- obronę niepodległości i porządku prawnego Rzeczypospolitej Polskiej,
- gospodarczy i cywilizacyjny rozwój Rzeczypospolitej Polskiej,
- ochronę chrześcijańskich zasad moralnych, godności, honoru i prawdy, jako podstawowych wartości polskiej kultury i cywilizacji[13].